# Бланделл, Том
Сэр Том Бланделл (англ. Thomas L. Blundell; род. 7 июля 1942, Брайтон, Англия) — британский биохимик и молекулярный биолог, специалист по структурной биологии, биоинформатике и созданию лекарств (в частности для СПИДа, рака, катаракты и диабета). Рыцарь с 1997 года. Член Лондонского королевского общества (1984) и АМН Великобритании (член-учредитель, 1999), доктор философии (1967), эмерит-профессор Кембриджского университета, его Sir William Dunn Professor of Biochemistry с 1995 по 2009 год. В 2009—2015 гг. председатель Biotechnology and Biological Sciences Research Council (BBSRC), его управляющий-основатель в 1994—1996 гг. В 1998—2005 гг. председатель Royal Commission on Environmental Pollution. В 2004—2008 гг. президент британской Biosciences Federation.
Являлся членом команды Дороти Ходжкин, в 1969 году впервые определившей структуру инсулина.

## Биография
Окончил с отличием оксфордский Брасенос-колледж (1964). В 1967 году получил степень доктора философии в Оксфорде. Затем работал там же и в Сассекском университете. C 1976 года профессор Биркбек-колледжа Лондонского университета.
В 1991 году стал гендиректором Agricultural and Food Research Council, предшественника BBSRC. После его преобразования в BBSRC в 1994 году, стал его управляющим-основателем.
В 1996—2009 гг. заведующий кафедрой биохимии Кембриджа, затем и поныне её исследовательский директор. В 2003—2009 гг. возглавлял школу биологических наук Кембриджа.
В 2009 г. президент Биохимического общества.
Почётный член British Biophysical Society (2006), почётный фелло Королевского химического общества (2006).
Почётный профессор Китайского университета Гонконга (2009).
Соучредитель компании Astex Therapeutics (в 1999). В 1996—2005 гг. неисполнительный директор Celltech. Сотрудничал в качестве научного консультанта с Pfizer, UCB, SmithKlyneBeecham.
Шеф-редактор Current Opinion in Structural Biology.
Иностранный член Индийской национальной академии наук (1995), член Европейской академии (1993) и EMBO (1985), ассоциированный член TWAS (2008).
Друг нобелевского лауреата по химии 2013 года Майкла Левитта.

## Награды и отличия
- Alcon Award (1986)
- Золотая медаль, Institute Biotechnology (1987)
- Sir Hans Krebs Medal[англ.] (1987)
- Novartis Medal and Prize[англ.] (1987)
- Золотая медаль Society of Chemical Industry[англ.] (1996)
- Pfizer European Prize for Innovation (1998, первый удостоенный)
- Bernal Lecture[англ.] Лондонского королевского общества (1998)[1]
- Honorary Fellows Prize, Cambridge Philosophical Society[англ.] (2013[7])
- Ewald Prize, Международный союз кристаллографов (2017)

Почётный доктор 15 университетов.